# Peter Schepull
Peter Schepull (Rapperswil, 7 juni 1964) is een Zwitsers voormalig voetballer die speelde als verdediger.

## Carrière
Schepull speelde gedurende zijn carrière voor Grasshopper, FC Zug, FC Wettingen en Servette. Hij werd met de laatste kampioen in 1994.
Schepull speelde 22 interlands voor Zwitserland waarin hij één keer kon scoren.

## Erelijst
- Servette FC Genève
  - Landskampioen: 1994